# آندرسون ریکاردو دوس سانتوس
آندرسون ریکاردو دوس سانتوس (به پرتغالی: Anderson Ricardo dos Santos) مهاجم اهل برزیل است که در شهر ماریلیا  و در تاریخ ۲۲ مارس ۱۹۸۳ به دنیا آمده‌است.
آندرسون ریکاردو دوس سانتوس در تیم‌های فوتبال Mogi Mirim Esporte Clube سابقهٔ حضور دارد.